# حجي نسيم
حجي نسيم المعروف بـ عناية الله (1974- 18 مايو 2011) هو معتقل أفغاني في معتقل غوانتانامو الأمريكي في كوبا منذ عام 2007 كمقاتل عدو. الرقم التسلسلي الخاص به كان 10029، ظل عناية الله في غوانتانامو لمدة 3 سنوات و 8 أشهر و 22 يومًا حتى وفاته داخل المعتقل، قالت السلطات الأمريكية أن سبب الوفاة هو الانتحار.
تدعي الولايات المتحدة أنه اعترف بأنه قيادي في تنظيم القاعدة.

## وصلات خارجية
- أحدث الوفيات داخل معتقل غوانتانامو 'معتقل إلى أجل غير مسمى'
- من هم السجناء المتبقين في جوانتانامو، الجزء الثامن: أُسر في أفغانستان (2002-07) أندي ورثينجتون